# St.-Gallus-Kapelle (Bad Säckingen)
Die St.-Gallus-Kapelle von Bad Säckingen wurde wahrscheinlich im 10. Jahrhundert gebaut. Der Kirchenbau gehörte dem 1806 aufgelösten Damenstift Säckingen. Der Name erinnert an die Verbindung zwischen Säckingen und St. Gallen. Der Mönch und spätere Bischof von Speyer Balther besuchte die Klosterschule in St. Gallen und verfasste die Lebensgeschichte des heiligen Fridolin von Säckingen.
Das Gebäude ist heute profaniert und wird zu Wohnzwecken genutzt. Es steht am Ende der Fischergasse gegenüber dem Gallusbrunnen.